# Castillo Rait
El castillo de Rait es un castillo en ruinas que data del siglo XIII, situado al sur de Nairn, cerca de Inverness (Escocia). Está declarado monumento catalogado.

## Arquitectura
Los restos de las murallas del patio tienen una altura de nueve pies y contienen también los restos de la capilla de Santa María del Rait. El edificio era de dos plantas, de 20 metros por 10 metros y tenía un sótano sin bóveda y una sala superior. La sala se accedía desde el exterior y estaba protegida por un rastrillo y una barra de tracción. Los muros del castillo tienen un grosor de casi 2 metros.

## Historia
El castillo fue originalmente propiedad del clan Comyn, que adoptó el nombre de Rait. Sir Alexander Rait mató al tercer Thane de Cawdor (jefe del clan Calder), y luego huyó al sur donde se casó con la heredera de Hallgreen. El castillo pasó más tarde de los de Rait a la familia Mackintosh y luego a la familia Campbell.
En 1442, cuando el castillo pasó a los Mackintosh de la familia de Rait, se celebró una fiesta en el castillo entre las dos familias que terminó con la matanza de la mayoría de los Comyns y de Raits. El laird culpó a su hija, a la que persiguió por todo el castillo. Ella salió por una ventana, pero él le cortó las manos y ella cayó al vacío. Se dice que el castillo es perseguido por su fantasma sin manos.
Se dice que el duque de Cumberland se alojó en el castillo antes de la batalla de Culloden en 1746, aunque la última referencia registrada al castillo fue en 1596.
La cantante y guitarrista estadounidense Bonnie Raitt es descendiente del clan Rait y visitó este castillo en 1990.